# Terry Chen
Terence Chen (nacido el 3 de febrero de 1975) es un actor canadiense.

## Primeros años de vida
Chen nació el 3 de febrero de 1975 en Edmonton, Alberta, de padres taiwaneses y chinos originarios de Taiwán (padre) y China continental (madre). Después de la educación primaria y secundaria en Edmonton y Vancouver, Columbia Británica, estudió brevemente en la Universidad de Calgary antes de mudarse a Vancouver para dedicarse a la actuación.

## Carrera
El papel destacado de Chen fue el del editor de la vida real de Rolling Stone, Ben Fong-Torres, en la película de Cameron Crowe de 2000 Casi famosos. Ha aparecido en varios programas de televisión, incluida la miniserie de televisión Taken de Steven Spielberg, y fue un personaje habitual en Combat Hospital. Chen ha aparecido en largometrajes Yo, robot, The Chronicles of Riddick, Snakes on a Plane y tuvo un papel principal en el thriller de terror They Wait.
Chen desempeñó un papel recurrente en la serie canadiense de ciencia ficción Continuum, que se estrenó en Showcase el 27 de mayo de 2012. Chen interpretó a Xander Feng en la temporada 2 de House of Cards de Netflix. De 2017 a 2018 interpretó al botánico Praxideke Meng en las temporadas 2 y 3 de The Expanse, y en 2018 apareció en la temporada 2 de Jessica Jones como Pryce Cheng.
En la película Falling, Chen interpreta al comprensivo marido de un hombre (interpretado por el actor y director Viggo Mortensen) que intenta cuidar de su padre homofóbico, misógino y cada vez más demente.

## Filmografía

### Cine
| Año  | Título                                                   | Papel                    | Notas        |
| ---- | -------------------------------------------------------- | ------------------------ | ------------ |
| 1999 | Late Night Sessions                                      | Desconocido              |              |
| 2000 | Romeo Must Die                                           | Kung                     |              |
| 2000 | Trixie                                                   | Mesero                   |              |
| 2000 | Casi famosos                                             | Ben Fong-Torres          |              |
| 2000 | Island of Shadows: D'Arcy Island Leper Colony, 1891-1924 | Sifilítico de Nueva York |              |
| 2001 | 3000 Miles to Graceland                                  | Policía                  |              |
| 2001 | The Waiting Room                                         | Desconocido              |              |
| 2002 | Liberty Stands Still                                     | Oficial Tom              |              |
| 2002 | Yo, robot                                                | Neil                     |              |
| 2002 | Stark Raving Mad                                         | Jin Sun                  |              |
| 2002 | Various Positions                                        | Ian                      |              |
| 2002 | Ballistic: Ecks vs. Sever                                | Harry Lee                |              |
| 2004 | The Chronicles of Riddick                                | Merc Pilot               |              |
| 2004 | Yo, robot                                                | Chin                     |              |
| 2005 | Chaos                                                    | Chris Lei                |              |
| 2005 | Underclassman                                            | 'Sleepy' Jones           |              |
| 2006 | Mem-o-re                                                 | Dr. Deepra Chang         |              |
| 2006 | Snakes on a Plane                                        | Chen Leong               |              |
| 2007 | War                                                      | Tom Lone                 |              |
| 2007 | They Wait                                                | Jason                    |              |
| 2008 | Dim Sum Funeral                                          | Dueño de la funeraria    |              |
| 2009 | Hardwired                                                | Carter Burke             |              |
| 2009 | Storm Seekers                                            | Tommy Cramer             |              |
| 2009 | Bottom Feeders                                           | Terry Chiu               | Cortometraje |
| 2009 | Rock Slyde                                               | David                    |              |
| 2009 | A Dangerous Man                                          | Chen                     |              |
| 2010 | The A-Team                                               | Ravech                   |              |
| 2010 | Riverworld                                               | Eddie                    |              |
| 2010 | Guido Superstar: The Rise of Guido                       | Andrew Cho               |              |
| 2011 | Something Old, Something New                             | Groom                    | Cortometraje |
| 2011 | Matty Hanson and the Invisibility Ray                    | Desconocido              |              |
| 2012 | The Cabin in the Woods                                   | Chico de operaciones     |              |
| 2013 | Elysium                                                  | Técnico                  |              |
| 2013 | Tasmanian Devils                                         | Walsh                    |              |
| 2013 | Evil Feed                                                | Steven                   |              |
| 2016 | Tomboy, a Revenger's Tale                                | Dr. Lin                  |              |
| 2020 | Falling                                                  | Eric Peterson            |              |
| 2021 | Demonic                                                  | Daniel                   |              |
| 2023 | Sight                                                    | Ming Wang                |              |

### Televisión
| Año  | Título                                   | Papel                   | Notas                      |
| ---- | ---------------------------------------- | ----------------------- | -------------------------- |
| 1999 | The Sentinel                             | Miembro de pandilla #1  |                            |
| 1999 | Aftershock: Earthquake in New York       | Técnico de FEMA #2      | Película de televisión     |
| 2000 | The Fearing Mind                         | Loc Tran Minh           | 2 episodios                |
| 2000 | Stargate SG-1                            | Monk                    |                            |
| 2000 | Sole Survivor                            | Lee Kwong               | Película de televisión     |
| 2000 | La clave Da Vinci                        | William Chen            | 10 episodios               |
| 2001 | MythQuest                                | Dionysus                |                            |
| 2001 | Mary-Kate and Ashley in Action!          | Rodney Choy (voz)       | 7 episodios                |
| 2002 | Mentors                                  | Alumno de Wong Fei Hung |                            |
| 2002 | Dark Angel                               | Miembro de S1W          |                            |
| 2002 | Taken                                    | Dr. Powell              |                            |
| 2002 | Paranormal Girl                          | Desconocido             | Película de televisión     |
| 2003 | Jake 2.0                                 | Agente chino            |                            |
| 2003 | The Twilight Zone                        | Nathan Park             |                            |
| 2003 | A Tale of Two Wives                      | Bruno                   | Película de televisión     |
| 2004 | Smallville                               | Detective Paul Cage     |                            |
| 2004 | Los 4400                                 | Colin Chen              | Episodio: "Pilot"          |
| 2004 | The Love Crimes of Gillian Guess         | Jerry                   | Película de televisión     |
| 2004 | The Life                                 | Daryl                   | Película de televisión     |
| 2004 | Battlestar Galactica                     | Perry / 'Chuckles'      | 2 episodios                |
| 2005 | Terminal City                            | Doctor                  |                            |
| 2005 | Robson Arms                              | Compañero de patinaje   |                            |
| 2006 | The Evidence                             | Tui Huang               |                            |
| 2006 | Big Day                                  | Johnny                  | 8 episodios                |
| 2008 | The Guard                                | Steve                   |                            |
| 2008 | The Quality of Life                      | Kent Louie              | Película de televisión     |
| 2008 | Love to Kill                             | Richard                 | Película de televisión     |
| 2009 | Wild Roses                               | Fukuwawa Jr.            |                            |
| 2009 | Defying Gravity                          | Ethan Lee               |                            |
| 2009 | Web of Desire                            | Dr. Tim Massey          | Película de televisión     |
| 2010 | Psych                                    | Tom Fong                |                            |
| 2010 | Sanctuary                                | Charles                 | 3 episodios                |
| 2011 | Combat Hospital                          | Bobby Trang             | 13 episodios               |
| 2011 | Befriend and Betray                      | Donny                   | Película de televisión     |
| 2012 | Nikita                                   | Inspector Jeong         |                            |
| 2012 | Battlestar Galactica: Blood &amp; Chrome | Tiu                     | Película de televisión     |
| 2012 | Continuum                                | Curtis Chen             | 22 episodios               |
| 2013 | Bomb Girls                               | Kai Low                 |                            |
| 2013 | Arrow                                    | Soldado                 |                            |
| 2013 | Bates Motel                              | Ethan Chang             | 3 episodios                |
| 2013 | Time of Death                            | Stephen Choi            | Película de televisión     |
| 2013 | Survival Code                            | Roger Chin              | Película de televisión     |
| 2014 | House of Cards                           | Xander Feng             | 5 episodios                |
| 2014 | Los 100                                  | Comandante Shumway      | 4 episodios                |
| 2014 | Strange Empire                           | Ling                    | 12 episodios               |
| 2015 | Backstrom                                | Dominic Chan            |                            |
| 2015 | The Returned                             | Mark Bao                | 7 episodios                |
| 2016 | Van Helsing                              | Brendan                 | 5 episodios                |
| 2017 | The Expanse                              | Praxidike Meng          | 13 episodios               |
| 2018 | Jessica Jones                            | Pryce Cheng             | 6 episodios                |
| 2018 | Unreal                                   | Guy Moretti             | 6 episodios                |
| 2019 | The Murders                              | Bill Chen               | 8 episodios                |
| 2019 | Chimerica                                | Zhang Lin               | Mini-Series                |
| 2020 | Leyendas del mañana                      | Gengis Kan              | Episodio: "Mortal Khanbat" |
| 2020 | Big Sky                                  | Mitchell Banks          | Episodio: "Pilot"          |
| 2020 | A Million Little Things                  | Alan Kay                | 10 episodios               |
| 2022 | The Good Doctor                          | Owen                    | 2 episodios                |
| 2022 | Kung Fu                                  | Daniel Yan              | Recurrente; 6 episodios    |
| 2022 | Blood & Treasure                         | Arthur Chan             | 2 episodios                |
| 2022 | The Lake                                 | Victor Lin              | 8 episodios                |
| 2023 | The Last of Us                           | Capitán Kwong           | Episodio: "Left Behind"    |

### Videojuegos
| Año  | Título                              | Papel |
| ---- | ----------------------------------- | ----- |
| 2001 | Smuggler's Run 2: Hostile Territory | Tan   |
| 2002 | Smuggler's Run: Warzones            | Tan   |